# Mars Observer

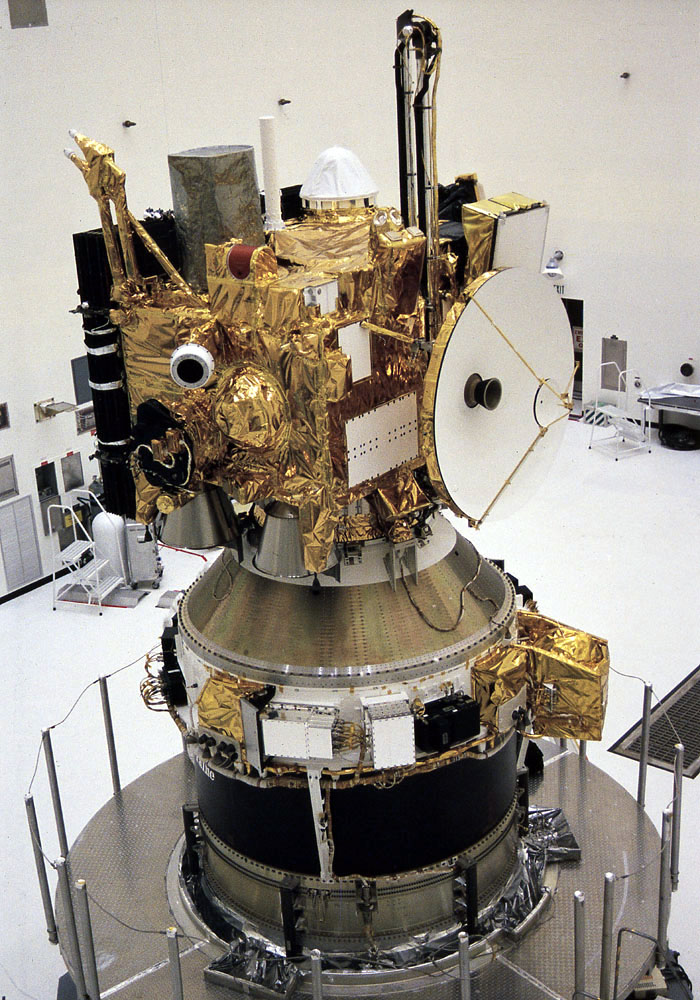
Preparativi per il lancio

Mars Observer fu una sonda spaziale lanciata dalla NASA il 25 settembre 1992 e progettata per lo studio della geologia e il clima di Marte. Il contatto con la sonda si perse il 21 agosto 1993. Fu la prima di quella che doveva essere una serie di sonde per l'osservazione planetaria, sviluppate nell'ambito del Programma Planetary Observer.

## Obiettivi della missione
Gli obiettivi primari della missione erano:
1. determinare le caratteristiche elementali e mineralogiche dei materiali che costituiscono la superficie
2. definire una topografia globale e il campo gravitazionale
3. stabilire la natura del campo magnetico del pianeta
4. determinare la distribuzione spaziale e temporale, l'abbondanza, le sorgenti dei materiali volatili e della polvere durante il ciclo stagionale
5. esplorare la struttura e la circolazione dell'atmosfera

La struttura e l'elettronica della serie di sonde "Observer", utilizzate per studiare i pianeti di tipo terrestre e gli asteroidi vicini, derivava dai veicoli SatCon-K e DMSP/TIROS. La sezione era di 2,1 × 1,5 × 1,1 metri.
L'energia era fornita da un insieme di sei pannelli solari che, quando venivano completamente spiegati, misurava 7.0 x 3.7 m. Durante la navigazione solo quattro pannelli venivano tuttavia spiegati, per ridurre la quantità di energia generata a causa della vicinanza della sonda al sole. Quando la sonda era nell'ombra di Marte, l'energia sarebbe stata fornita da due batterie al Nichel-Cadmio, con capacità di 43 Ampere-ora.
Durante la fase di navigazione vennero parzialmente spiegati i bracci per il magnetometro (MAG/ER) e lo spettrometro a raggi gamma (GRS), oltre all'antenna ad alto guadagno. Quando erano completamente spiegati, i due bracci misuravano 6 metri ciascuno e l'antenna era montata su un braccio di 5,5 metri, per evitare quando era puntata verso la Terra che venisse coperta dai pannelli solari.
La fase di viaggio interplanetario era pensata per le verifiche e le calibrazioni della sonda e degli strumenti. Durante questa fase vennero anche pianificati due periodi di raccolta dati per il MAG/ER e il GRS e un esperimento sulle onde gravitazionali.
Era prevista una raccolta dati dagli strumenti anche durante il periodo di quattro mesi che trascorreva tra l'inserimento in orbita marziana e il posizionamento nell'orbita finale, da dove avrebbe iniziato la mappatura. Quest'ultima aveva una durata prevista di un anno marziano e la missione prevedeva anche il supporto per l'acquisizione di dati dalla missione russa Mars 1994, attraverso l'uso dello strumento Mars Balloon Relay costruito in collaborazione da Francia, Russia e Stati Uniti.
I contatti con il Mars Observer si persero il 21 agosto 1993, tre giorni prima dell'inserimento previsto nell'orbita, per ragioni sconosciute; la comunicazione non venne mai più ristabilita.
Non si sa se la sonda sia stata in grado di seguire la sua programmazione automatica inserendosi nell'orbita di Marte oppure se abbia volato oltre il pianeta e sia finita in un'orbita eliocentrica. È stato ipotizzato che si sia verificata una esplosione nella linea del propellente, durante le procedure di pressurizzazione appena prima dell'accensione del motore per l'inserimento orbitale: il carburante potrebbe essere fuoriuscito dalle valvole durante il viaggio verso Marte, causando la combinazione prematura con l'ossidante prima di raggiungere la camera di combustione. Il motore era derivato da un satellite orbitale terrestre e non era progettato per restare in sospensione per molti mesi prima di essere avviato.
Anche se nessun obiettivo primario fu conseguito, vennero ricevuti i dati raccolti durante la navigazione fino alla perdita dei contatti.
Il costo totale della missione, incluso lo sviluppo, la costruzione, il lancio e il supporto da terra sono stimati a circa 980 milioni di dollari. Tuttavia va considerato che alcuni strumenti scientifici sviluppati originalmente per il Mars Observer sono stati utilizzati su altri tre orbiter: il Mars Global Surveyor lanciato nel 1996, il Mars Odyssey lanciato nel 2001 e il Mars Reconnaissance Orbiter lanciato nel 2005.